# Mario Party 3
Mario Party 3 (Japans: マリオパーティ 3; Mario Pāti Surī) is een partyspel voor de Nintendo 64. Het spel werd in Europa uitgebracht op 16 november 2001. Het spel werd ontworpen door Hudson Soft en uitgegeven door Nintendo. Het is de derde titel uit de serie van Mario Party. Mario Party 3 kent 70 nieuwe mini-games en 6 speelborden met elk hun eigen thema. Helemaal aan het eind zit een eindbaas: de Millennium Star

## Personages
- Mario
- Luigi
- Peach
- Yoshi
- Wario
- Donkey Kong
- Waluigi
- Daisy

## Spelborden
- Chilly Waters
- Deep Bloober Sea
- Spiny Desert
- Woody Woods
- Creepy Cavern
- Waluigi's Island

## Ontvangst
- IGN: 6.4
- GameSpot:7.5
- Metacritic:74/100
- Game Rankings:73%